# Uppsala Bugg & Swing Society
Uppsala Bugg & Swing Society (UBSS) är en ideell förening som startades officiellt 1981. Klubben håller danskurser för både barn och vuxna, och arrangerar även fester och danskvällar. Klubben har dessutom en mycket aktiv tävlingsverksamhet med tävlande inom BRR-danser (bugg, boogie woogie, lindy hop, rock'n roll och dubbelbugg). UBSS är medlem i Svenska danssportförbundet (DSF).
Uppsala Bugg & Swing Society bedriver större delen av sin verksamhet i klubblokalen Granebergsparken i södra Uppsala.